# Рупрехт Баварський
Рупрехт Марія Луітпольд Фердинанд Віттельсбах (нім. Rupprecht Maria Luitpold Ferdinand von Wittelsbach;  18 травня 1869, Мюнхен —  2 серпня 1955, замок Лейтштеттен) — кронпринц Баварії, баварський генерал-фельдмаршал (23 липня 1915 року), прусський генерал-фельдмаршал (1 серпня 1916).

## Біографія
Старший син баварського короля Людвіга III і Марії Терезії Австрійської-Есте.

### Військова служба
У 1891 році вступив на дійсну військову службу обер-лейтенантом 1-го кавалерійського полку; в тому ж році — командир роти, а з 1895 року — батальйону баварського лейб-гвардійського піхотного полку. З 1899 року командир 2-го баварського Кронпринца піхотного полку, з 1900 року — 7-ї піхотної бригади, з 1904 року — 1-й баварської дивізії, з 1906 року — 1 баварського армійського корпусу.
У березні 1913 року замінив свого дядька принца Леопольда на посаді генерал-інспектора 4-ї армійської інспекції (Баварія).
З початком війни, 2 серпня 1914 призначений командувачем 6-ю армією (I, II, III баварські, XXI армійський, I баварський резервний корпус, 13-а і 14-а баварські Ландверні бригади, всього близько 200 тисяч людей та 746 гармат), що розгортується в районі Курсель — Шато-Сален — Сааргемюнде — Саарбург.
Крім того, Рупрехту були підпорядковані 8-а, 10-а і гвардійські ерзац-дивізії. У смузі армії діяв III кавалерійський корпус (7-а і 8-а баварські кавалерійські дивізії; всього 12,5 тисяч чоловік і 36 гармат). 4 — 8 вересня провів в цілому успішний наступ проти 2-й французької армії в районі Нансі, але 9 вересня отримав наказ про відведення військ і підготовки для перекидання на північ.
15 вересня розпочато перекидання більшої частини армії в район Мобеж, отримав завдання наступати на північ Сомми. Успішно керував армією у Фландрії, проте з 20 листопада почалося перекидання частини сил його армії на Схід і армія була виведена з бою. Під час наступу союзників в Шампані, в березні 1915 року проти VII армійського корпусу армії Рупрехта була проведена приватна наступальна операція в районі Нев-Шапель силами 1-й англійської армії. Попри те, що в перший же день (7 березня) англійські війська взяли село Нев-Шапель, операція провалилася і союзники, зазнавши великих втрат (близько 13 тисяч чоловік), відступили. Розроблена в 1915 році операція в Артуа передбачала удар по армії Рупрехта (13 піхотних дивізій та 810 гармат, у тому числі 150 важких) силами 10-ї французької та 1-й англійської армій (30 піхотних, 8 кавалерійських дивізій, 1727 гармат, у тому числі 431 важка).
Почався 9 травня наступ 10-ї французької армії розвивався успішно, але після отримання необхідних резервів Рупрехт до 15 травня вдалося стабілізувати ситуацію; операція англійської армії в районі Нев-Шапель провалилася. Всього в ході операції (травень — червень 1915 року) французькі війська зайняли територію 7 км по фронту і 3-4 км в глибину, а англійські війська — 6 км по фронту і 0,9 км в глибину; втрати сторін склали: союзники 132 тисяч чоловік, німецькі війська 73 тисяч людей. 22 серпня 1915 Рупрехт був нагороджений орденом Pour le Mérite.
Під час осіннього наступу союзників в Шампані та Артуа (вересень — жовтень 1915 року) по армії Рупрехта знову завдавали удару 1-а англійська і 10-а французька армії, 30 дивізій і 2350 гармат проти 13,5 дивізій і 1260 гармат у Рупрехта. 25 вересня союзники перейшли в атаку (після 7-денної артилерійський підготовки), але Рупрехт, підготувавшись до атаки, надав запеклий опір, здавши до кінця дня 1-2 лінії окопів. Отримавши з резерву командування гвардійський корпус, Рупрехт за допомогою контратак зупинив наступ союзників, змусивши їх 13 — 14 жовтня припинити операцію.
В ході операції на Соммі 28 серпня 1916 призначений головнокомандувачем групи армій «Кронпринц Рупрехт» (1-ша, 2-га і 6-та армії) на правому крилі німецького фронту на Заході. Керував завершальною фазою бою. 20 серпня 1916 отримав дубові гілки до ордену Pour le Mérite.
До початку 1917 року група армій включала в себе 4-у (генерал Ф. Сікст фон Арнім), 6-у (генерал Е. фон Фалькенхаузен) і 2-у (генерал Г. фон Марвіц) армії і займала фронт від моря до Суассона. Керував операціями у Фландрії (1917 рік).
На початок 1918 року склад групи армій поповнився 17-ю армією і вона зайняла фронт від узбережжя до Сен-Кантена. При проведенні німецького наступу в Пікардії (21 березня — 5 квітня) на 17-у (генерал О. фон Бєлов) і 2-у (генерал Марвіц) армії покладалося завдання головного удару. Потім очолив відхід угруповання німецьких військ з 11 по 21 листопада.
У 1918 році командувач групи армій «А».
У 1918 році династія Віттельсбахів була повалена з баварського престолу, і батько Рупрехта — Людвіг III — був змушений підписати зречення. Після смерті батька Рупрехт очолив королівський дім Віттельсбахів.
Вважався хорошим знавцем військової теорії. Автор праць з військового мистецтва і мемуарів, у тому числі «Мої військові щоденники» (тт. 1-2,1929). Під час «Пивного путчу» нацистів, Рупрехт, що не любив Е. Людендорфа, виступив з короткою заявою, закликавши до негайного придушення виступу.

## Родина
1 Дружина (з 1900) — Марія Габріела Баварська, дочка герцога Карла Теодора Баварського.
Діти:
- Луітпольд (1901—1914), помер від поліомієліту;
- Ірмінгард Марія (1902—1903), померла від дифтерії;
- Альбрехт (1905—1996);
- Дочка (1906);
- Рудольф (1909—1912), помер від діабету.

2 Дружина (з 1921) — Антуанетта Люксембурзька , дочкою Вільгельма IV.
Діти:
- Генріх Франц (1922—1958);
- Ірмінгард Марія (1923—2010);
- Едіта Марія (1924—2013);
- Хільда (1926—2002);
- Габріелла (н. 1927);
- Софія (н. 1935).